# Wir sind die Dorfbande
Wir sind die Dorfbande ist eine französische Animationsserie, welche erstmals am 14. Juni 2024 auf KiKA ausgestrahlt wurde.

## Handlung
Die zehnjährige Emma zieht mit ihrem sechsjährigen Bruder Gabriel und ihren Eltern in das Dorf Kleinwiesental, wo sie sich mit Raphael und Lina anfreundet. Zusammen bestehen sie gegen Marie und ihre Bande, welche zusätzlich aus Bernd und Samson besteht, und erleben weitere Abenteuer.

## Episodenliste
| Nummer | Deutscher Titel              | Originaltitel                    | Erstausstrahlung (Deutschland) |
| 1      | Kleiner Fuß ganz groß        | Pas si petit                     | 14. Juni 2024                  |
| 2      | Der Honigbote                | L’épreuve de confiance           | 15. Juni 2024                  |
| 3      | Vom Pech verfolgt            | Raph’ la poisse                  | 15. Juni 2024                  |
| 4      | Falscher Hase                | La trêve                         | 16. Juni 2024                  |
| 5      | Lina Lehrertochter           | Bad Lina                         | 16. Juni 2024                  |
| 6      | Der Alleingang               | Le rêve de Lina                  | 17. Juni 2024                  |
| 7      | Auf den Esel gekommen        | Course d’ânerie                  | 17. Juni 2024                  |
| 8      | Die mit dem Huhn tanzt       | La mêlée                         | 18. Juni 2024                  |
| 9      | Die Kuh hat die Ruh’         | Journée découverte               | 18. Juni 2024                  |
| 10     | Samson, der edle Ritter      | Fête médiévale                   | 19. Juni 2024                  |
| 11     | Das Plappermaul              | Petit pied grande bouche         | 19. Juni 2024                  |
| 12     | Wer hat Schuld?              | La quarantaine                   | 20. Juni 2024                  |
| 13     | Der Siegerpilz               | Opération champignons            | 20. Juni 2024                  |
| 14     | Miese Laune                  | Mauvais poil                     | 21. Juni 2024                  |
| 15     | Das kleine Genie             | Cas de conscience                | 21. Juni 2024                  |
| 16     | Samson und die Tiere         | A la volette                     | 22. Juni 2024                  |
| 17     | Verräterisches Tagebuch      | La guerre des mots               | 22. Juni 2024                  |
| 18     | Wahre Freundschaft           | Une bonne amie                   | 23. Juni 2024                  |
| 19     | Der Mädchenschwarm           | Le mystère de la lettre mystère  | 23. Juni 2024                  |
| 20     | Keine Angst vor der Angst    | Phobie or not phobie             | 24. Juni 2024                  |
| 21     | Dann lieber die Viper        | Gare à la vipère                 | 24. Juni 2024                  |
| 22     | Freundschaft in Gefahr       | L’ennemi de l’ennui              | 25. Juni 2024                  |
| 23     | In letzter Sekunde           | Crèche champêtre                 | 25. Juni 2024                  |
| 24     | Das Geheimnis im Wald        | Panique au village               | 26. Juni 2024                  |
| 25     | Der Berg ruft                | Haut les coeurs                  | 26. Juni 2024                  |
| 26     | Vorsicht Bauer Ludwig!       | Un jour de grand vent            | 27. Juni 2024                  |
| 27     | Willkommen im Dorf (1)       | L’arrivée (1)                    | 27. Juni 2024                  |
| 28     | Willkommen im Dorf (2)       | L’arrivée (2)                    | 28. Juni 2024                  |
| 29     | Willkommen im Dorf (3)       | L’arrivée (3)                    | 28. Juni 2024                  |
| 30     | Willkommen im Dorf (4)       | L’arrivée (4)                    | 29. Juni 2024                  |
| 31     | Kleiner Fuß, großer Hund     | Nom d’un chien                   | 29. Juni 2024                  |
| 32     | Wer ist der Boss?            | Chef de bande                    | 30. Juni 2024                  |
| 33     | Reingefallen                 | La cabane perdue                 | 30. Juni 2024                  |
| 34     | Was summt denn da?           | La guerre des frelons            | 1. Juli 2024                   |
| 35     | Alle für einen               | La classe de rêve                | 1. Juli 2024                   |
| 36     | Nicht wie die anderen        | Le mouton préféré                | 2. Juli 2024                   |
| 37     | Rettet Martin                | Mais où est passé Marcel ?       | 2. Juli 2024                   |
| 38     | Der Untermieter              | Le coloc                         | 3. Juli 2024                   |
| 39     | Samson, der Bienenfreund     | Samson apiculteur                | 3. Juli 2024                   |
| 40     | Die Laus ist los             | L’invasion des gratteurs de tête | 4. Juli 2024                   |
| 41     | Ein Baumhaus für Marie       | Manon et le pot des potes        | 4. Juli 2024                   |
| 42     | Der Schatz des Engländers    | Le trésor de l’anglais           | 5. Juli 2024                   |
| 43     | Der Hexer von Kleinwiesental | Un sorcier à Bellefontaine       | 5. Juli 2024                   |
| 44     | Dumm gelaufen                | Les naufragés                    | 6. Juli 2024                   |
| 45     | Der große Schwindel          | Bobards en série                 | 6. Juli 2024                   |
| 46     | Wer einmal lügt …            | Le coupable imaginaire           | 7. Juli 2024                   |
| 47     | Operation Raupen-Rettung     | L’ami Gégé                       | 7. Juli 2024                   |
| 48     | Haltet den Dieb!             | Au voleur                        | 8. Juli 2024                   |
| 49     | Schluss mit lustig           | Bonne pâte                       | 8. Juli 2024                   |
| 50     | Brüder des Waldes            | Frère des bois                   | 9. Juli 2024                   |
| 51     | Doktor Kleiner Fuß           | La clinique vétérinaire          | 9. Juli 2024                   |
| 52     | Die Rache des Hanghuhns      | Dahu et vieille momie            | 10. Juli 2024                  |

## Sprecher
| Sprecher            | Rolle                 |
| ------------------- | --------------------- |
| Axel Lutter         | Bauer Ludwig          |
| Magdalena Montasser | Bohnenstange (Emma)   |
| Marieke Oeffinger   | Frau Brandt           |
| Almut Zydra         | Frau Mirabelle        |
| Marco Eßer          | Hase (Bernd)          |
| Nicolás Artajo      | Herr Mossmaier        |
| Nina Schatton       | Kleiner Fuß (Gabriel) |
| Saskia Glück        | Lina                  |
| Anni C. Salander    | Marie                 |
| Oliver Szerkus      | Raphael               |
| Simon Kunze         | Samson                |